# Велислава Кръстева
Велислава Иванова Кръстева е българска журналистка, политически ПР и политик. Първият и най-дългогодишен ръководител на „Връзки с обществеността“ на политическа партия „Движение за права и свободи“ (ДПС). Народен представител в XLIV и XLV народно събрание от ДПС.

## Биография
Велислава Кръстева е родена на 2 септември 1967 г. в гр. Плевен. Завършва средното музикално училище „Панайот Пипков“ в родния си град със специалност „Виолончело“. Бакалавър по икономика и управление в социално-културната сфера от Югозападния университет „Неофит Рилски“ в Благоевград и магистър по политология от Нов български университет. Стажува в Администрацията на президента на Р. България Петър Стоянов в кабинета на секретаря по вътрешна политика.

## Професионална биография
В XXXVIII НС Велислава Кръстева е главен съветник в Комисията по труда и социалната политика. След като се присъединява към отцепниците от СДС в новосформираната ПГДП на Христо Бисеров като ПР е освободена от длъжността „съветник“ в Народното събрание. За кратко оглавява „Връзки с обществеността“ в Държавната агенция за закрила на детето през 2001 г. В XXXIX НС подпомага дейността на Комисията по вътрешен ред и сигурност с председател Владимир Дончев като нещатен експерт.
В началото на 2004 г. е поканена да поеме връзката с медиите на ДПС от зам.-председателя на партията Емел Етем. След опита за покушение срещу лидера на ДПС Ахмед Доган по време на партийната конференция на ДПС на 19 януари 2013 г., Велислава Кръстева публикува открито писмо до водещия на предаването „Шоуто на Слави“ със заглавие „Quo vadis, Трифонов?“, провокирана от това, че той и екипа му канят в студиото брата на извършителя на опита за покушение и му дават възможност в ефир.
Като гост-лектор Велислава Кръстева изнася лекции на теми, свързани с политическата система и медиите, както и националната сигурност и медиите пред студенти от Нов български университет и от Академията на МВР.
Велислава Кръстева казва, че добрият политически ПР е като сол във водата. Гледаш я прозрачна, вкусиш я – солена.
През 2007 г. Велислава Кръстева е член на Централната избирателна комисия за избиране на представители на България в ЕП и член и говорител на Централната избирателна комисия за местни избори.
В правителството на Пламен Орешарски заема поста заместник-министър на културата с ресор „Културно наследство, музеи и галерии“, което създава напрежение в гилдията.
Като ресорен заместник-министър е председател на борда на директорите на НДК.
През 2017 г. като водач на листата на ДПС в Плевен е избрана за депутат в XLIV народно събрание. През април 2021 г. отново като водач на листата на ДПС в Плевен е избрана за депутат в XLV народно събрание. Като депутатка Кръстева е съвносител на няколко законопроекта заедно със санкционирания от САЩ за корупция депутат и бизнесмен Делян Пеевски.
Водач е на листата на ДПС и за предсрочните избори през юли 2021 г., но не става депутат в XLVI народно събрание, защото партията не печели мандат в 15 МИР – Плевен.
През май 2022 г. е назначена за съветник по медийните въпроси към Народния театър „Иван Вазов“ от новия директор Васил Василев. Същевременно тя заявява, че остава активист на ДПС и съветник на партията, без да получава възнаграждение. На 2 октомври придружава Ахмет Доган при гласуването му на парламентарните избори.

## Журналистическа кариера
През 1995 г. създава и е първият главен редактор на всекидневника за Северозападна България в. „Конкурент“. Преди това работи последователно във в. „Шанс Експрес“ и Дарик радио. През 2000 г. създава политическото месечно списание „Политика“, което излиза в продължение на една година, но успява да събере на страниците си публикациите на едни от най-авторитетните журналисти и анализатори тогава. Като политически анализатор работи във вестниците „Стандарт“ и „Монитор“. Във в. „Експрес“ е колумнист с авторска колонка „Сексът и властта“. Автор на редица публикации, анализи и интервюта.